# Terrorizer
Terrorizer é uma banda de grindcore americana formada em 1987. Depois de se separarem, os membros ganharam reconhecimento tocando em influentes bandas de metal extremo, como Morbid Angel (Pete Sandoval, David Vincent), Napalm Death (Jesse Pintado) e Nausea (Oscar Garcia, Alfred "Garvey" Estrada).

## Integrantes
Atual formação
- Pete "Commando" Sandoval – bateria (1987-1989, 2005-presente)
- Sam Molina - vocal, baixo (2013-presente)
- Lee Harrison - guitarra (2013-presente)

Ex-membros
- Alfred "Garvey" Estrada – baixo (1987-1988)
- Jesse Pintado (falecido) – guitarra (1987-1989, 2005-2006)
- Oscar Garcia – vocal, guitarra (1987-1989)
- David Vincent – baixo (1989, 2011-2013)
- Tony Norman – baixo (2005-2011)
- Anthony "Wolf" Rezhawk – vocal (2005-2013)
- Katina Culture –  guitarra (2009-2013)

## Discografia
Álbuns de estúdio
- World Downfall (1989)
- Darker Days Ahead	(2006)
- Hordes of Zombies	 (2012)[2]
- Caustic Attack (2018)

Demos
- "Demo '87" – 1987
- "Nightmares"  – 1987
- "Terrorizer / Nausea"	(Split)	 – 1988